# 聖瑪麗和聖亞歷克烏斯學院教堂

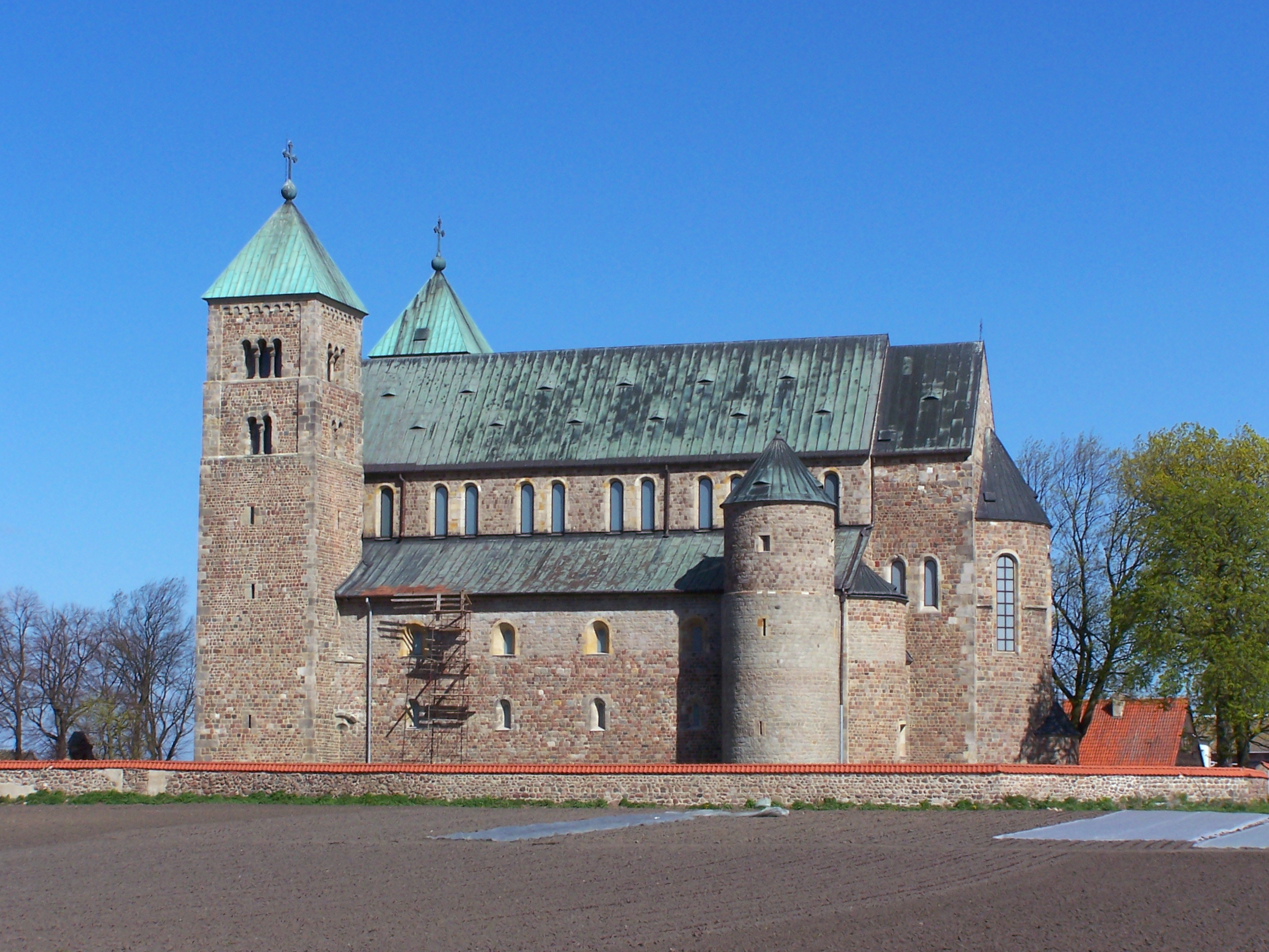
聖瑪麗和聖亞歷克烏斯學院教堂

聖瑪麗和聖亞歷克烏斯學院教堂（Collegiate church of St. Mary and St. Alexius）是位於波蘭中比城市圖姆的一座教堂，外觀屬於羅馬式建築，修建於1140年至1161年之間。1939年，該教堂被燒毀，但在1954年完成重建。教堂內的耶穌受難像是由Józef Gosławski設計於1943年。

## 外部連結
- . sekulada.com.   [2018-02-05]. （原始内容存档于2021-04-18） （波兰语）.

52°03′21″N 19°13′58″E / 52.05583°N 19.23278°E